# آیر (حوزه سرشماری)، ماساچوست
آیر (به انگلیسی: Ayer) یک منطقهٔ مسکونی در ایالات متحده آمریکا است که در شهرستان میدلسکس، ماساچوست واقع شده‌است. آیر ۳٫۴ کیلومتر مربع مساحت و ۲٬۸۶۸ نفر جمعیت دارد و ۷۳ متر بالاتر از سطح دریا واقع شده‌است.